# Zosterops grayi
Zosterops grayi — вид воробьиных птиц из семейства белоглазковых (Zosteropidae). Подвидов не выделяют.

## Распространение
Обитают на островах Кай в Индонезии. Живут в тропических лесах и садах.

## Описание
Длина тела 13 см. Широкое белое глазное кольцо прервано спереди черноватым пятном. Верхняя сторона тела желтовато-цитриновая, горло, верхняя часть грудки и подхвостье лимонно-хромовые, брюшко сатиново-белое, клюв чёрный. Самец и самка похожи. Неполовозрелые особи не описаны.

## Биология
Пищу ищут в парах, иногда поодиночке или в группах совместно кормящихся птиц разных видов.

## Охранный статус
МСОП присвоил виду охранный статус NT.